# Волейбол на Панамериканских играх 2019
Соревнования по волейболу на XVIII Панамериканских играх проходили с 31 июля по 11 августа 2019 года в Кальяо (Перу) с участием 8 мужских и 8 женских национальных сборных команд. Было разыграно 2 комплекта наград. Чемпионские титулы выиграли: у мужчин — сборная Аргентины, у женщин — сборная Доминиканской Республики.

## Команды-участницы
Состав участников был скомплектован следующим образом:

### Мужчины
- Перу — команда страны-организатора;
- Аргентина, Бразилия, Куба, Пуэрто-Рико, Мексика — 5 команд по итогам Панамериканского Кубка 2018;
- США, Чили — две команды по итогам Панамериканского Кубка 2019.

### Женщины
- Перу — команда страны-организатора;
- США, Доминиканская Республика, Канада, Бразилия, Колумбии — 5 команд по итогам Панамериканского Кубка 2018;
- Пуэрто-Рико — по итогам квалификации NORCECA;
- Аргентина — по рейтингу FIVB.

## Система проведения турнира
По 8 команд-участниц у мужчин и женщин на предварительном этапе разбиты на две группы. По две лучшие команды из групп вышли в полуфинал и далее определили призёров соревнований.
Приоритетом при распределении мест в группах является количество побед, затем набранные очки, соотношение партий, соотношение игровых очков. За победу со счётом 3:0 команды получают по 5 очков, за победу 3:1 — 4 очка, 3:2 — 3 очка, за поражение 2:3 проигравшие получают по 2 очка, за поражение 1:3 — 1, за поражение 0:3 очки не начисляются.

## Результаты

### Мужчины

#### Предварительный этап

##### Группа A
| М | Команда     | 1   | 2   | 3   | 4   | И | В | П | С/П | О  |
| - | ----------- | --- | --- | --- | --- | - | - | - | --- | -- |
| 1 | Аргентина   |     | 3:0 | 3:0 | 3:0 | 3 | 3 | 0 | 9:0 | 15 |
| 2 | Куба        | 0:3 |     | 3:1 | 3:0 | 3 | 2 | 1 | 6:4 | 9  |
| 3 | Пуэрто-Рико | 0:3 | 1:3 |     | 3:1 | 3 | 1 | 2 | 4:7 | 5  |
| 4 | Перу        | 0:3 | 0:3 | 1:3 |     | 3 | 0 | 3 | 1:9 | 1  |

31 июля: Пуэрто-Рико — Перу 3:1 (25:14, 25:20, 21:25, 25:11); Аргентина — Куба 3:0 (28:26, 25:22, 25:22).
1 августа: Аргентина — Перу 3:0 (25:16, 27:25, 26:24); Куба — Пуэрто-Рико 3:1 (25:18, 25:19, 25:27, 25:20).
2 августа: Аргентина — Пуэрто-Рико 3:0 (25:18, 25:12, 25:18); Куба — Перу 3:0 (25:15, 25:18, 25:19).

##### Группа B
| М | Команда  | 1   | 2   | 3   | 4   | И | В | П | С/П | О  |
| - | -------- | --- | --- | --- | --- | - | - | - | --- | -- |
| 1 | Бразилия |     | 3:1 | 3:2 | 3:1 | 3 | 3 | 0 | 9:4 | 11 |
| 2 | Чили     | 1:3 |     | 3:1 | 3:1 | 3 | 2 | 1 | 7:5 | 9  |
| 3 | США      | 2:3 | 1:3 |     | 3:0 | 3 | 1 | 2 | 6:6 | 8  |
| 4 | Мексика  | 1:3 | 1:3 | 0:3 |     | 3 | 0 | 3 | 2:9 | 2  |

31 июля: Чили — США 3:1 (25:17, 25:17, 17:25, 25:22); Бразилия — Мексика 3:1 (25:23, 25:19, 22:25, 25:22).
1 августа: США — Мексика 3:0 (26:24, 25:22, 25:23); Бразилия — Чили 3:1 (25:18, 22:25, 25:16, 25:17).
2 августа: Чили — Мексика 3:1 (20:25, 25:21, 25:22, 25:20); Бразилия — США 3:2 (23:25, 21:25, 25:17, 25:19, 15:9).

#### Классификация

##### Матч за 7-е место
3 августа
Мексика — Перу 3:1 (27:25, 26:24, 25:27, 25:13).

##### Матч за 5-е место
3 августа
Пуэрто-Рико — США 3:2 (22:25, 25:21, 25:22, 20:25, 15:8).

#### Плей-офф

##### Полуфинал
3 августа
Куба — Бразилия 3:0 (25:16, 25:22, 25:21)
Аргентина — Чили 3:1 (25:21, 23:25, 28:26, 25:17)

##### Матч за 3-е место
4 августа
Бразилия — Чили 3:0 (25:12, 25:19, 25:21).

##### Финал
| 4 августа 2019 | \| Аргентина \| 3:0 norceca.net \| Куба \| \| Ян Мартинес (11) Гастон Фернандес (3) Матиас Санчес (2) Николас Бруно (9) Хоакин Гальего (7) Герман Йохансен (14) Франко Массимино (либеро) Матиас Гираудо Факундо Имхофф (5) \| Голы \| Марлон Янг (2) Роами Алонсо (5) Мигель Лопес (13) Осниэль Мергарехо (3) Ливан Осориа (7) Адриан Гойде (1) Йондер Гарсия (либеро) Йоан Леон (5) Хесус Эррера (3) Ливан Табоада (1) Хосе Массо \| | Лима Polideportivo El Callao 4527 зрителей |
| Счёт по партиям — 25:20, 25:17, 25:20. Время матча — 1 час 20 минут. Судьи: Вальтер Вера Мечан, Пауло Луис Бил.                                                               | | |
| Аргентина | 3:0 norceca.net | Куба |
| Ян Мартинес (11) Гастон Фернандес (3) Матиас Санчес (2) Николас Бруно (9) Хоакин Гальего (7) Герман Йохансен (14) Франко Массимино (либеро) Матиас Гираудо Факундо Имхофф (5) | Голы | Марлон Янг (2) Роами Алонсо (5) Мигель Лопес (13) Осниэль Мергарехо (3) Ливан Осориа (7) Адриан Гойде (1) Йондер Гарсия (либеро) Йоан Леон (5) Хесус Эррера (3) Ливан Табоада (1) Хосе Массо |

### Женщины

#### Предварительный этап

##### Группа A
| М | Команда                  | 1   | 2   | 3   | 4   | И | В | П | С/П | О  |
| - | ------------------------ | --- | --- | --- | --- | - | - | - | --- | -- |
| 1 | Доминиканская Республика |     | 3:1 | 3:0 | 3:0 | 3 | 3 | 0 | 9:1 | 14 |
| 2 | Колумбия                 | 1:3 |     | 3:1 | 3:1 | 3 | 2 | 1 | 7:5 | 9  |
| 3 | Перу                     | 0:3 | 1:3 |     | 3:1 | 3 | 1 | 2 | 4:7 | 5  |
| 4 | Канада                   | 0:3 | 1:3 | 1:3 |     | 3 | 0 | 3 | 2:9 | 2  |

7 августа: Доминиканская Республика — Колумбия 3:1 (26:24, 27:25, 22:25, 27:25); Перу — Канада 3:1 (25:17, 25:21, 22:25, 25:18).
8 августа: Доминиканская Республика — Канада 3:0 (25:16, 25:22, 25:23); Колумбия — Перу 3:1 (21:25, 25:22, 25:21, 25:22).
9 августа: Колумбия — Канада 3:1 (25:18, 25:19, 19:25, 25:20); Доминиканская Республика — Перу 3:0 (25:19, 25:16, 25:17).

##### Группа B
| М | Команда     | 1   | 2   | 3   | 4   | И | В | П | С/П | О  |
| - | ----------- | --- | --- | --- | --- | - | - | - | --- | -- |
| 1 | Бразилия    |     | 0:3 | 3:0 | 3:0 | 3 | 2 | 1 | 6:3 | 10 |
| 2 | Аргентина   | 3:0 |     | 1:3 | 3:2 | 3 | 2 | 1 | 7:5 | 9  |
| 3 | Пуэрто-Рико | 0:3 | 3:1 |     | 2:3 | 3 | 1 | 2 | 5:7 | 6  |
| 4 | США         | 0:3 | 2:3 | 3:2 |     | 3 | 1 | 2 | 5:8 | 5  |

7 августа: Бразилия — Пуэрто-Рико 3:0 (25:16, 25:16, 25:16); Аргентина — США 3:2 (25:17, 25:17, 20:25, 18:25, 15:10).
8 августа: Аргентина — Бразилия 3:0 (25:23, 25:19, 25:23); США — Пуэрто-Рико 3:2 (25:19, 19:25, 21:25, 25:16, 15:9).
9 августа: Бразилия — США 3:0 (25:21, 25:22, 25:17); Пуэрто-Рико — Аргентина 3:1 (21:25, 25:16, 26:24, 25:23).

#### Классификация

##### Матч за 7-е место
3 августа
США — Канада 3:0 (25:16, 25:14, 25:23).

##### Матч за 5-е место
3 августа
Пуэрто-Рико — Перу 3:2 (22:25, 25:18, 25:20, 15:25, 15:13).

#### Плей-офф

##### Полуфинал
3 августа
Колумбия — Бразилия 3:2 (22:25, 25:27, 25:23, 25:14, 28:26, 15:9)
Доминиканская Республика — Аргентина 3:1 (25:18, 26:28, 25:13, 25:21)

##### Матч за 3-е место
4 августа
Аргентина — Бразилия 3:0 (26:24, 25:20, 25:21).

##### Финал
| 11 августа 2019 | \| Доминиканская Республика \| 3:1 norceca.net \| Колумбия \| \| Ниверка Марте (1) Бетания де ла Крус (18) Лисвель Эве (10) Брайелин Мартинес (24) Присилья Ривера (15) Джинейри Мартинес (9) Бренда Кастильо (либеро) Гайла Гонсалес Камиль Домингес Аннерис Варгас \| Голы \| Мария Алехандра Марин (2) Мария Маргарита Мартинес (8) Мелисса Ранхель (3) Даяна Сеговия (22) Аманда Конео (22) Валерин Карабали (6) Камила Гомес (либеро) Ана Карина Олайя (5) Анхье Веласкес Хулиана Торо Вероника Пасос \| | Лима Polideportivo El Callao 4588 зрителей |
| Счёт по партиям — 25:20, 19:25, 27:25, 25:16. Время матча — 2 часа 02 минуты. Судьи: Карина Ноэми Рене, Эндрю Робб.                                                                                 | | |
| Доминиканская Республика | 3:1 norceca.net | Колумбия |
| Ниверка Марте (1) Бетания де ла Крус (18) Лисвель Эве (10) Брайелин Мартинес (24) Присилья Ривера (15) Джинейри Мартинес (9) Бренда Кастильо (либеро) Гайла Гонсалес Камиль Домингес Аннерис Варгас | Голы | Мария Алехандра Марин (2) Мария Маргарита Мартинес (8) Мелисса Ранхель (3) Даяна Сеговия (22) Аманда Конео (22) Валерин Карабали (6) Камила Гомес (либеро) Ана Карина Олайя (5) Анхье Веласкес Хулиана Торо Вероника Пасос |

## Итоги

### Положение команд
| Мужчины        | Женщины                  |
| -------------- | ------------------------ |
| Аргентина      | Доминиканская Республика |
| Куба           | Колумбия                 |
| Бразилия       | Аргентина                |
| 4. Чили        | 4. Бразилия              |
| 5. Пуэрто-Рико | 5. Пуэрто-Рико           |
| 6. США         | 6. Перу                  |
| 7. Мексика     | 7. США                   |
| 8. Перу        | 8. Канада                |

### Призёры

#### Мужчины
Аргентина: Матиас Санчес, Ян Мартинес Франчи, Лусиано Палонски, Матиас Гираудо, Николас Бруно, Гастон Фернандес, Мануэль Балаге, Факундо Имхофф, Франко Массимино, Лисандро Дзанотти, Хоакин Гальего, Герман Йохансен. Главный тренер — Эдуардо Дилео.
  Куба: Хосе Массо Альварес, Осниэль Мергарехо Эрнандес, Марлон Янг Эррера, Хавьер Консепсьон Рохас, Йондер Гарсия Альварес, Ливан Осориа Родригес, Ливан Табоада Диас, Хесус Эррера Хайме, Адриан Гойде Арредондо, Йоан Леон Наполес, Роами Алонсо Арсе, Мигель Лопес Кастро. Главный тренер — Николас Вивес Коффиньи.
  Бразилия: Тьяго Понтис Велозо, Матеус Биспо дус Сантус, Эдер Карбонера, Эдуардо Лукас Лох, Абубакар Драме Нето, Энрике Дантас Онорато, Эдуардо Собриньо (Каризио), Карлос Эдуардо Баррето Силва (Каду), Родриго Леан (Родригиньо), Рожерио Батиста ди Карвальо Фильо, Сиденилсон Батиста, Фелипе Морейра Роке. Главный тренер — Марсело Фронковяк.

#### Женщины
Доминиканская Республика: Аннерис Варгас Вальдес, Лисвель Эве Мехия, Бренда Кастильо, Камиль Домингес Мартинес, Ниверка Марте Фрика, Кандида Ариас Перес, Присилья Ривера Бренс, Йонкайра Пенья Исабель, Бетания де ла Крус де Пенья, Брайелин Мартинес, Джинейри Мартинес, Гайла Гонсалес Лопес. Главный тренер — Маркос Квик.
  Колумбия: Дарлевис Москера Дуран, Даяна Сеговия Эльес, Ана Карина Олайя Гамбоа, Валерин Карабали де ла Крус, Хулиана Торо Вильяда, Камила Гомес Эрнандес, Анхье Веласкес, Мария Алехандра Марин Верхельст, Мелисса Ранхель Паэс, Мария Маргарита Мартинес Мина, Аманда Конео Кардона, Вероника Пасос. Главный тренер — Антонио Ризола Нето.
  Аргентина: Элина Родригес, Таня Акоста, Паула Ямила Низетич, Даниэла Булайх Симиан, Лусия Фреско, Агнес Виктория Мичель Тоси, Джульета Ласкано, Татьяна Соледад Риццо, Виктория Майер, Антонела Фортуна, Канделария Эррера Родригес, Валентина Гальяно. Главный тренер — Эрнан Ферраро.

### Индивидуальные призы
| Номинация                      | Мужчины                                 | Женщины                              |
| ------------------------------ | --------------------------------------- | ------------------------------------ |
| MVP                            | Николас Бруно                           | Бетания де ла Крус                   |
| Лучшие связующие               | Матиас Санчес                           | Виктория Майер                       |
| Лучшие диагональные нападающие | Морис Торрес                            | Лусия Фреско                         |
| Лучшие нападающие-доигровщики  | Висенте Паррагирре Карлос Эдуардо Силва | Бетания де ла Крус Брайелин Мартинес |
| Лучшие центральные блокирующие | Роами Алонсо Ливан Осориа               | Джинейри Мартинес Лисвель Эве Мехия  |
| Лучшие либеро                  | Себастьян Кастильо                      | Камила Гомес                         |